# 107561 Quinn
107561 Quinn è un asteroide della fascia principale. Scoperto nel 2001, presenta un'orbita caratterizzata da un semiasse maggiore pari a 2,4612408 au e da un'eccentricità di 0,1482952, inclinata di 1,46374° rispetto all'eclittica.